# What to Expect When Bart's Expecting
«What to Expect When Bart's Expecting» (укр. «На що сподіватися, коли Барт чекає дитину») — дев'ятнадцята серія двадцять п'ятого сезону мультсеріалу «Сімпсони», прем'єра якої відбулась 27 квітня 2014 року у США на телеканалі «Fox».

## Сюжет
Барт почуває себе стисненим своєю вчителькою образотворчого мистецтва, яка заохочує все у своїх учнях. Хлопчик хоче позбутися її. Барт відвідує «королеву вуду», від якої отримує деякі матеріали, щоб накласти заклинання на свою вчительку, щоб у неї «був біль у животі». Однак, наступного дня, вчителька все одно з'являється на уроці і, на превеликий подив Барта, оголошує приголомшливі новини про те, що вона вагітна… Директор Скіннер пояснює Барту, що при накладанні закляття треба чіткіше вимовляти прохання.
Згодом бездітна пара звертається до Барта як до «хлопчика, що робить дітей» і Барт знову використовує вуду, щоб дати подружжю дитину. Заклинання спрацьовує, і пара говорить про Барта іншим сім'ям з такою ж проблемою. Невдовзі Барт відкриває намет з практикою вуду. Коли Гомер це виявляє він веде Барта до бару Мо, щоб обговорити проблему. Однак, несподівано їх викрадають посіпаки Жирного Тоні.
Жирний Тоні наказує Барту використати його «магію» на своїх конях, щоб створити чемпіонського скакового коня. Гомер розглядає це як можливість показати Барту, як насправді робляться діти. Однак, обраний жеребець-чемпіон проявляє свою поведінкою, що він — гей, граючи. В іншому стійлі Гомер знаходить колишнього рекламного коня пива «Кнур» Пиваса із Броварні (англ. Sudsley Brew-Right). У музичному номері Сімпсони намагаються посприяти тому, щоб кобила спаруватися з ним. Все проходить успішно, і тест на вагітність виявляється позитивним. Через деякий час, після народження лошати, Сімпсони спостерігають як гей-жеребець притискається до Пиваса…
У фінальній сцені показано фальшива реклама пива «Кнур» за участі Пиваса.

## Ставлення критиків і глядачів
Під час прем'єри серію переглянули 3,45 млн осіб з рейтингом 1.6, що другим найпопулярнішим шоу на каналі «Fox» тієї ночі, після «Сім'янина».
Денніс Перкінс з «The A.V. Club» дав серії оцінку B-, сказавши, що серія — «кумедна, із хорошими репліками та появою надійної запрошеної зірки. Тим не менш, епізод повторює, що у нинішніх епізодах Сімпсонів є межа того, що вони можуть досягти — і, що вона нижче, ніж раніше».
Тереза Лопес з «TV Fanatic» дала серії дві з половиною з п'яти зірок, сказавши:
|  | Після розкриття центрального конфлікту сценаристи прагнуть щось включити у все це божевілля… Барт має свою думку, але це те, що було зроблено багато разів (і кращими способами) в минулому. Тут це просто здавалося марним. |

У січні 2015 року за сцену на дивані цієї серії аніматора Майка Сошу було номіновано на премію «Енні» в категорії «Найкращий анімаційний короткометражний продукт».
Згідно з голосуванням на сайті The NoHomers Club більшість фанатів оцінили серію на 1/5 із середньою оцінкою 2,07/5.